# Mega Image
Mega Image er en rumænsk supermarkedskæde med 806 butikker i Rumænien. Den blev blev etableret i 1995 i Rumænien.
I år 2000 blev den opkøbt af Delhaize, der senere blev til Ahold Delhaize.